# Jakob Chychrun
Jakob Chychrun (* 31. März 1998 in Boca Raton, Florida) ist ein US-amerikanisch-kanadischer Eishockeyspieler, der seit Juni 2024 bei den Washington Capitals in der National Hockey League (NHL) unter Vertrag steht. Zuvor verbrachte der Verteidiger etwa sechseinhalb Jahre bei den Arizona Coyotes und spielte etwas mehr als ein Jahr bei den Ottawa Senators.

## Karriere

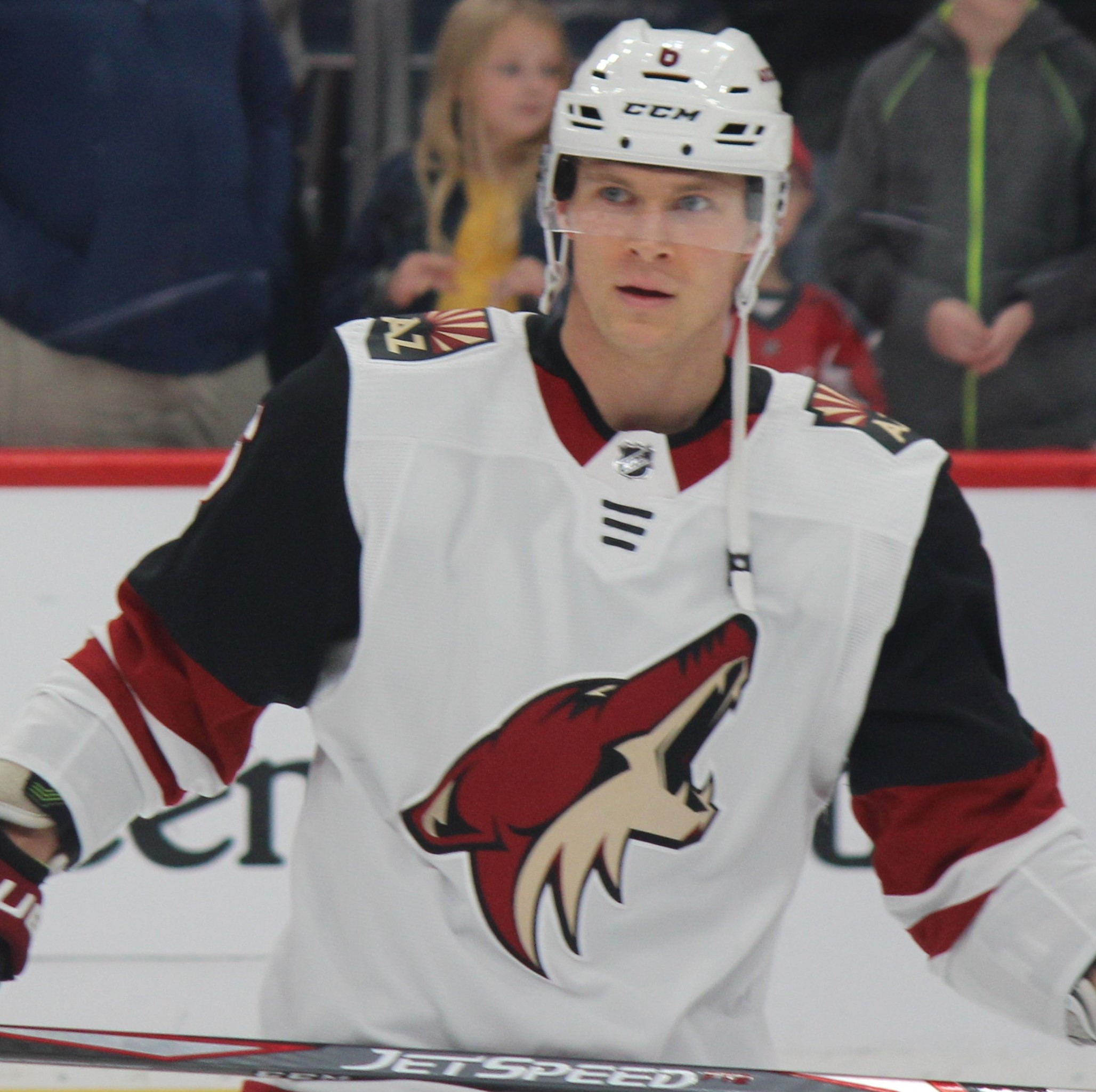
Chychrun im Trikot der Arizona Coyotes (2019)

Chychrun erlernte das Eishockeyspielen im US-Bundesstaat Florida und war später in Detroit im Bundesstaat Michigan aktiv. Im Jahr 2013 war der 15-Jährige im Draft der United States Hockey League ausgewählt worden, erhielt die für sein Alter erforderliche Sonderspielerlaubnis aber nicht, sodass er nach Toronto zog und dort ein Jahr bei der Jugendmannschaft der Toronto Junior Canadiens verbrachte. Im folgenden Sommer wurde er in der OHL Priority Selection an erster Gesamtposition von den Sarnia Sting aus der Ontario Hockey League ausgewählt, denen er sich zum Beginn der Saison 2014/15 anschloss. Dort spielte der Verteidiger ein herausragendes Rookiejahr und stand in der Endauswahl um den Emms Family Award sowie die Max Kaminsky Trophy und die Red Tilson Trophy. Zudem wurde er in zwei Auswahlteams berufen. In der Spielzeit 2015/16 bestätigte Chychrun seine Leistungen und wurde im NHL Entry Draft 2016 an 16. Gesamtstelle von den Arizona Coyotes aus der National Hockey League ausgewählt.
Am 30. Juli 2016 unterzeichnete der Abwehrspieler einen auf drei Jahre befristeten NHL-Einstiegsvertrag mit den Coyotes. Durch gute Leistungen im saisonvorbereitenden Trainingslager erarbeitete er sich einen Platz im Kader Arizonas zu Beginn der Spielzeit 2016/17 und feierte am 15. Oktober 2016 schließlich sein Pflichtspieldebüt. In der Folge etablierte er sich im Aufgebot der Coyotes und unterzeichnete schließlich im November 2018 einen neuen Sechsjahresvertrag in Arizona, der ihm mit Beginn der Saison 2019/20 ein durchschnittliches Jahresgehalt von 4,6 Millionen US-Dollar einbringen soll. Zur Spielzeit 2020/21 wiederum steigerte er seine persönliche Statistik deutlich auf 41 Scorerpunkte in 56 Partien.
Nach etwa sechseinhalb Jahren bei den Coyotes wurde er im März 2023 kurz vor der Trade Deadline an die Ottawa Senators abgegeben. Im Gegenzug erhielt Arizona ein konditionales Erstrunden-Wahlrecht im NHL Entry Draft 2023, ein konditionales Zweitrunden-Wahlrecht im NHL Entry Draft 2024 sowie ein Zweitrunden-Wahlrecht im NHL Entry Draft 2026. Das Erstrunden-Wahlrecht war Top-5-geschützt, hätte sich also um ein Jahr nach hinten verschoben, falls es sich unter den ersten fünf Positionen befunden hätte, was jedoch nicht geschah. Das Zweitrunden-Wahlrecht wiederum sollte zu einem für die erste Runde werden und wäre in diesem Fall in gleicher Weise Top-10-geschützt gewesen, falls Ottawa das Conference-Finale der Playoffs 2023 erreicht; dies erfüllte sich jedoch ebenfalls nicht.
Nach etwas mehr als einem Jahr in Ottawa wurde Chychrun bereits im Juli 2024 an die Washington Capitals abgegeben, die im Gegenzug Nick Jensen und ein Drittrunden-Wahlrecht im NHL Entry Draft 2026 in die kanadische Hauptstadt schickten. In Washington unterzeichnete er im März 2025 einen neuen Achtjahresvertrag, der ihm mit Beginn der Saison 2025/26 ein durchschnittliches Jahresgehalt von neun Millionen US-Dollar einbringen soll.

### International
Für sein Heimatland Kanada spielte Chychrun bei der World U-17 Hockey Challenge 2014 sowie der U18-Junioren-Weltmeisterschaft 2016. Bei beiden Turnieren konnte er jeweils vier Scorerpunkte verbuchen. Eine Medaille konnte er bei beiden Wettbewerben nicht erringen.

## Erfolge und Auszeichnungen
| - 2014 Jack Ferguson Award - 2015 OHL First All-Rookie Team - 2015 OHL Third All-Star Team | - 2016 Teilnahme am CHL Top Prospects Game - 2016 OHL Second All-Star Team |

## Karrierestatistik
Stand: Ende der Saison 2024/25

### International
Vertrat Kanada bei:
- World U-17 Hockey Challenge 2014
- U18-Junioren-Weltmeisterschaft 2016

(Legende zur Spielerstatistik: Sp oder GP = absolvierte Spiele; T oder G = erzielte Tore; V oder A = erzielte Assists; Pkt oder Pts = erzielte Scorerpunkte; SM oder PIM = erhaltene Strafminuten; +/− = Plus/Minus-Bilanz; PP = erzielte Überzahltore; SH = erzielte Unterzahltore; GW = erzielte Siegtore; 1 Play-downs/Relegation; Kursiv: Statistik nicht vollständig)

## Familie
Chychrun ist der Sohn von Jeff Chychrun und ein Neffe von Luke Richardson, die als professionelle Eishockeyspieler ebenfalls in der NHL aktiv waren. Chychruns Großvater väterlicherseits ist ukrainischer Herkunft, die Eltern des Großvaters immigrierten im Zuge des Ersten Weltkriegs nach Kanada.